# 波加丹蛇屬
波加丹蛇屬（學名：Cerberus）是蛇亞目游蛇科水游蛇亞科下的一個蛇屬，俗稱狗面水蛇，主要分布於東南亞的紅樹林及泥地間。目前共有2個種已被確認。